# Estação de Zoologia Marítima Dr. Augusto Nobre
A Estação de Zoologia Marítima Dr. Augusto Nobre, também conhecida como Aquário da Foz, é um edifício localizado na Avenida de Montevideu, freguesia de Nevogilde no Porto e destinado à investigação científica na área da zoologia marítima. Deve o seu nome ao investigador português Augusto Nobre, pioneiro no estudo da biologia marinha em Portugal.

## História
A estação foi criada em 1914 pelo Professor Augusto Nobre. Na altura ficou decidido que o local para a sua implantação seria próximo ao Castelo do Queijo, na zona marítima circundante à cidade do Porto. O facto de se situar junto à costa cumpria os objectivos da sua criação.
As instalações localizadas, na Avenida de Montevideu, eram muito reduzidas inicialmente, onde cabiam diversos gabinetes de trabalho, dependências para alojamento de investigadores e ainda uma zona para exposição da fauna marítima.
Em 1927, a estação viu alargado o âmbito das suas actividades e as instalações existentes. Foi então  construído o aquário público, composto por trinta e seis aquários para exposição de animais de água doce, salobra e salgada. O acesso ao tanque fazia-se a partir do corpo central do edifício e no interior deste também estava instalado um aquário de grandes dimensões, para animais de maior porte. Foram também instaladas unidades mais pequenas para alojamento de animais de menores proporções de água doce e terrários para anfíbios.
Em julho de 1953 foram levadas a cabo obras de reparação e conservação com repovoamento dos aquários. Outras intervenções aconteceram no início dos anos 60 e em 1961 iniciaram-se os primeiros trabalhos de investigação. A 10 de janeiro de 1962 foram apresentadas as bases para um projecto de construção de um novo edifício mais amplo e com mais funcionalidades.
Em 1965, o aquário foi encerrado ao público devido a uma tempestade marítima que agravou as condições já muito deficientes das suas instalações. Apenas se manteve em funcionamento o edifício central, pois as obras de reparação que tiveram lugar posteriormente apenas permitiram adequar este estabelecimento às suas necessidades básicas.
O projecto inicial nunca foi alterado e ainda hoje decorrem trabalhos práticos de Biologia, assim como trabalhos experimentais de futuros mestres e doutores da Universidade do Porto.